# Muñequitos rusos
Como muñequitos rusos se conoce en Cuba a los dibujos animados procedentes de la Unión Soviética y el resto de los países socialistas de Europa del Este. Durante muchos años la programación infantil de la Televisión Cubana estuvo casi limitada a programas procedentes de estos países, algunos de los cuales eran de una idiosincrasia muy distinta a la cubana. Generalmente se caracterizaban por hacer referencia a cuestiones didácticas o éticas. No obstante a ello, tenían también espacio, aunque un poco más reducido, producciones animadas norteamericanas conocidas popularmente como: "muñequitos americanos".
Toda una generación de cubanos creció viendo estos muñequitos que hoy algunos recuerdan con nostalgia, y otros con desdén.
En la actualidad, la televisión en Cuba transmite animes japoneses, dibujos animados norteamericanos y de otras partes del mundo, priorizando los de producción nacional.